# Khowar
Khowar (کهووار) är ett indoariskt språk med 223 000 talare i Pakistan (1992), 19 200 i Indien, totalt 242 200. Det finns tidningar och radioprogram på språket.